# Dommartin-Varimont
Dommartin-Varimont település Franciaországban, Marne megyében. Lakosainak száma 136 fő (2022. január 1.). Dommartin-Varimont Dampierre-le-Château, Épense, Herpont, Noirlieu és Somme-Yèvre községekkel határos.

## Népesség
A település népességének változása:
| Lakosok száma | 165  | 133  | 119  | 131  | 149  | 142  | 138  | 138  | 137  | 136  |
|               | 1968 | 1982 | 1990 | 2006 | 2013 | 2015 | 2017 | 2019 | 2020 | 2022 |